# Idioma sondanés
El idioma sondanés o sundanés (basa Sunda, literalmente «lengua de Sonda») es una lengua hablada por 42 millones de personas en el occidente de Java, que representa el 15 % de la población de Indonesia. Es clasificado como una lengua malayo-polinesia. Existen cuatro dialectos: banten, bogor, cirebon y priangan, que es el dialecto más usado.